# Chevrolet Corvette Rondine
Pour les articles homonymes, voir Chevrolet (homonymie) et Corvette.
La Chevrolet Corvette Rondine ou Corvette Rondine est un concept-car Chevrolet Corvette GT du constructeur automobile américain Chevrolet, conçu par le designer automobile italien Pininfarina, à base de Chevrolet Corvette C2 « Sting Ray », et présenté au salon de l'automobile de Paris 1963.

## Historique
Ce concept-car italo-américain est créé par le designer américain Tom Tjaarda de Pininfarina, pour Bill Mitchell, chef-designer vice président américain de General Motors, et créateur entre autres des Chevrolet Corvette C2 « Sting Ray » de 1963,,. 

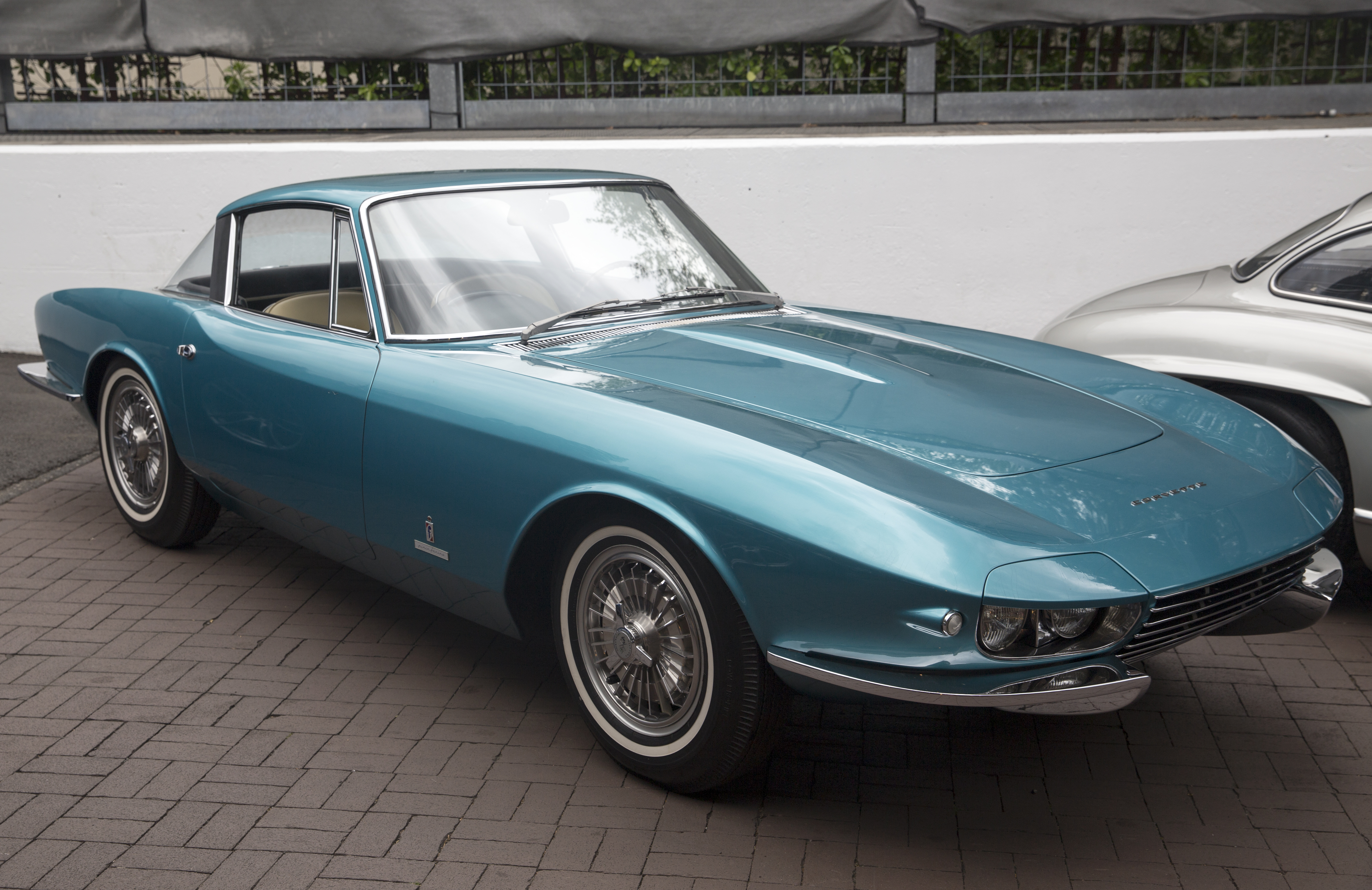
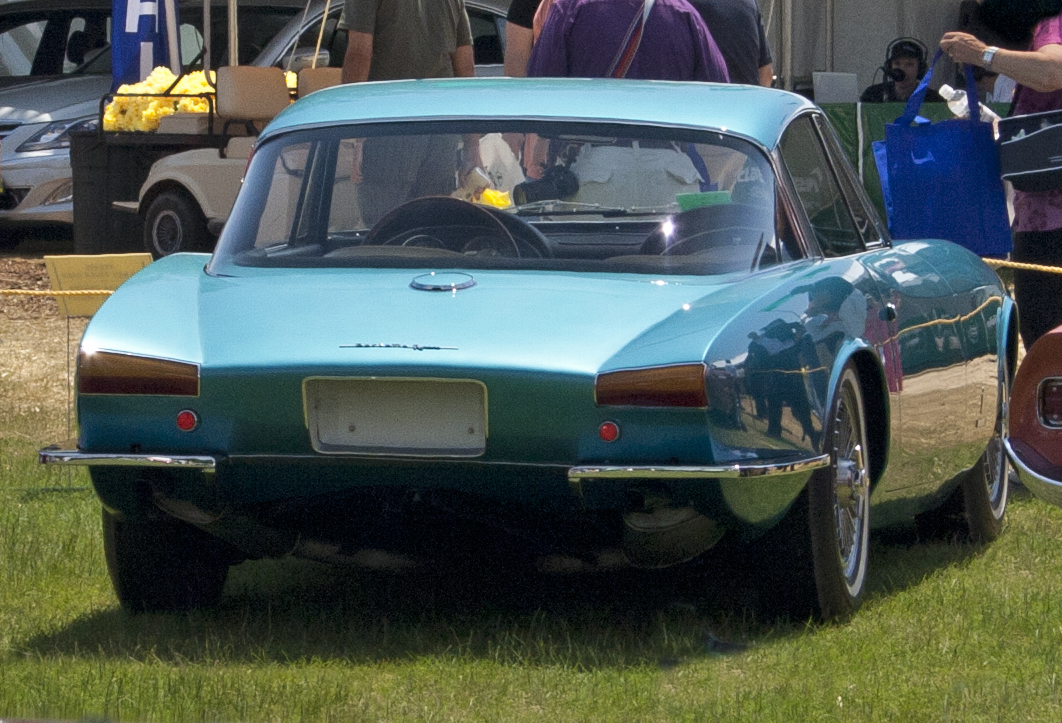

Cette carrosserie italienne turquoise d'origine reprend le châssis-moteur-intérieur d'une Chevrolet Corvette C2 « Sting Ray », avec un moteur V8 de 5,4 L de 360 ch.

## Musée
Elle appartient au musée Pininfarina de Cambiano près de Turin jusqu'en 2008, avant d’être vendue aux enchères 1,6 million $ au Pebble Beach Concours d'Elegance, à un collectionneur privé américain, et présentée depuis dans de nombreux concours d'élégance du monde. 